# Páros gráf fele

A 4 rendű felezett kockagráf, ami a 4 rendű hiperkockagráf páros feleként áll elő

A matematika, azon belül a gráfelmélet területén egy G = (U,V,E) páros gráf páros fele (bipartite half) vagy félnégyzete (half-square) olyan gráf, melynek csúcshalmaza a bipartíció egyik felével egyezik  meg (az általánosság megszorítása nélkül ez legyen U) és melyben két U-beli csúcs, ui és uj között akkor húzódik él, ha ui és uj távolsága G-ben éppen 2. Tömörebb jelöléssel a félnégyzet G2[U], ahol a 2 felső index a gráf négyzetére utal, a szögletes zárójelek pedig feszített részgráfot jelölnek.
Például a Kn,n teljes páros gráf félnégyzete a Kn teljes gráf, a hiperkockagráf páros fele pedig a felezett kockagráf.
Amennyiben G távolságreguláris gráf, mindkét félnégyzete távolságreguláris.
A térképgráfok, azaz a sík belsejük tekintetében diszjunkt régióinak metszetgráfjai éppen a páros síkbarajzolható gráfok félnégyzetei.

## Fordítás
- Ez a szócikk részben vagy egészben a Bipartite half című angol Wikipédia-szócikk ezen változatának fordításán alapul.  Az eredeti cikk szerkesztőit annak laptörténete sorolja fel. Ez a jelzés csupán a megfogalmazás eredetét és a szerzői jogokat jelzi, nem szolgál a cikkben szereplő információk forrásmegjelöléseként.